# Rosina Heikel
Emma Rosina Heikel, född 17 mars 1842 i Kaskö, Österbotten, död 13 december 1929 i Helsingfors, var Finlands och Nordens första kvinnliga läkare.[källa behövs]

## Biografi
Heikel, vars far var jurist, genomgick 1865–1866 en kurs i gymnastik vid Gymnastiska centralinstitutet i Stockholm och ägnade sig därefter åt medicinska studier i Sverige och Finland. År 1878 genomgick hon förhör för medicine licentiatexamen, men fick inte själva examen då hon var kvinna. Heikel, som var Finlands första kvinnliga läkare, praktiserade först i Vasa och sedan som distriktsläkare i Helsingfors. Hon stiftade Konkordiaförbundet för stipendier åt kvinnor.
Hon är begravd på Sandudds begravningsplats i Helsingfors.